# کاریویل، شهرستان سالیوان، ایندیانا
کاریویل (به انگلیسی: Curryville) یک منطقهٔ مسکونی در ایالات متحده آمریکا است که در شهرستان سولیوان، ایندیانا واقع شده‌است. کاریویل ۱۶۲ متر بالاتر از سطح دریا واقع شده‌است.